# مود دوربن
مود دوربن (بالإنجليزية: Maud Durbin)‏ هي كاتبة سيناريو وممثلة أمريكية، ولدت في 1874 في موبرلي في الولايات المتحدة، وتوفيت في 25 ديسمبر 1936 في نيويورك في الولايات المتحدة بسبب مرض.

## وصلات خارجية
- مود دوربن على موقع IMDb (الإنجليزية)
- مود دوربن على موقع قاعدة بيانات برودواي على الإنترنت (الإنجليزية)
- مود دوربن على موقع قاعدة بيانات برودواي على الإنترنت (الإنجليزية)
- مود دوربن على موقع قاعدة بيانات برودواي على الإنترنت (الإنجليزية)
- مود دوربن على موقع كينوبويسك (الروسية)